# Mirko Oremuš
Mirko Oremuš (Traù, 6 settembre 1988) è un calciatore croato, centrocampista svincolato.

## Caratteristiche tecniche
Esterno destro, può essere schierato anche da terzino.

## Statistiche

### Cronologia presenze e reti in nazionale
| Cronologia completa delle presenze e delle reti in nazionale ― Croazia under 21 | Cronologia completa delle presenze e delle reti in nazionale ― Croazia under 21 | Cronologia completa delle presenze e delle reti in nazionale ― Croazia under 21 | Cronologia completa delle presenze e delle reti in nazionale ― Croazia under 21 | Cronologia completa delle presenze e delle reti in nazionale ― Croazia under 21 | Cronologia completa delle presenze e delle reti in nazionale ― Croazia under 21 | Cronologia completa delle presenze e delle reti in nazionale ― Croazia under 21 | Cronologia completa delle presenze e delle reti in nazionale ― Croazia under 21 |
| Data                                                                            | Città                                                                           | In casa                                                                         | Risultato                                                                       | Ospiti                                                                          | Competizione                                                                    | Reti                                                                            | Note                                                                            |
| ------------------------------------------------------------------------------- | ------------------------------------------------------------------------------- | ------------------------------------------------------------------------------- | ------------------------------------------------------------------------------- | ------------------------------------------------------------------------------- | ------------------------------------------------------------------------------- | ------------------------------------------------------------------------------- | ------------------------------------------------------------------------------- |
| 27-3-2009                                                                       | Varaždin                                                                        | Croazia under 21                                                                | 1 – 1                                                                           | Montenegro under 21                                                             | Amichevole                                                                      | -                                                                               | 82’                                                                             |
| 5-9-2009                                                                        | Fredrikstad                                                                     | Norvegia under 21                                                               | 1 – 3                                                                           | Croazia under 21                                                                | Qual. Europeo Under-21 2011                                                     | -                                                                               | 77’                                                                             |
| 13-10-2009                                                                      | Varaždin                                                                        | Croazia under 21                                                                | 3 – 1                                                                           | Serbia under 21                                                                 | Qual. Europeo Under-21 2011                                                     | 1                                                                               | 62’, 80’                                                                        |
| 18-11-2009                                                                      | Zlaté Moravce                                                                   | Slovacchia under 21                                                             | 1 – 2                                                                           | Croazia under 21                                                                | Qual. Europeo Under-21 2011                                                     | -                                                                               |                                                                                 |
| 2-3-2010                                                                        | Reims                                                                           | Francia under 21                                                                | 3 – 1                                                                           | Croazia under 21                                                                | Amichevole                                                                      | -                                                                               | 51’                                                                             |
| 19-5-2010                                                                       | Varaždin                                                                        | Croazia under 21                                                                | 1 – 1                                                                           | Slovacchia under 21                                                             | Qual. Europeo Under-21 2011                                                     | -                                                                               | 51’                                                                             |
| 11-8-2010                                                                       | Varaždin                                                                        | Croazia under 21                                                                | 4 – 1                                                                           | Norvegia under 21                                                               | Qual. Europeo Under-21 2011                                                     | -                                                                               | 70’                                                                             |
| 4-9-2010                                                                        | Kragujevac                                                                      | Serbia under 21                                                                 | 2 – 2                                                                           | Croazia under 21                                                                | Qual. Europeo Under-21 2011                                                     | -                                                                               | 90+5’                                                                           |
| 9-10-2010                                                                       | Burgos                                                                          | Spagna under 21                                                                 | 2 – 1                                                                           | Croazia under 21                                                                | Qual. Europeo Under-21 2011                                                     | -                                                                               | 78’                                                                             |
| 12-10-2010                                                                      | Varaždin                                                                        | Croazia under 21                                                                | 0 – 3                                                                           | Spagna under 21                                                                 | Qual. Europeo Under-21 2011                                                     | -                                                                               | 14’                                                                             |
| Totale                                                                          |                                                                                 | Presenze                                                                        | 10                                                                              |                                                                                 | Reti                                                                            | 1                                                                               |                                                                                 |

| Cronologia completa delle presenze e delle reti in nazionale ― Croazia under 20 | Cronologia completa delle presenze e delle reti in nazionale ― Croazia under 20 | Cronologia completa delle presenze e delle reti in nazionale ― Croazia under 20 | Cronologia completa delle presenze e delle reti in nazionale ― Croazia under 20 | Cronologia completa delle presenze e delle reti in nazionale ― Croazia under 20 | Cronologia completa delle presenze e delle reti in nazionale ― Croazia under 20 | Cronologia completa delle presenze e delle reti in nazionale ― Croazia under 20 | Cronologia completa delle presenze e delle reti in nazionale ― Croazia under 20 |
| Data                                                                            | Città                                                                           | In casa                                                                         | Risultato                                                                       | Ospiti                                                                          | Competizione                                                                    | Reti                                                                            | Note                                                                            |
| ------------------------------------------------------------------------------- | ------------------------------------------------------------------------------- | ------------------------------------------------------------------------------- | ------------------------------------------------------------------------------- | ------------------------------------------------------------------------------- | ------------------------------------------------------------------------------- | ------------------------------------------------------------------------------- | ------------------------------------------------------------------------------- |
| 31-3-2009                                                                       | Siófok                                                                          | Ungheria under 20                                                               | 0 – 2                                                                           | Croazia under 20                                                                | Amichevole                                                                      | 2                                                                               | 83’                                                                             |
| 15-4-2009                                                                       | Senec                                                                           | Slovacchia under 20                                                             | 1 – 3                                                                           | Croazia under 20                                                                | Amichevole                                                                      | -                                                                               | 24’                                                                             |
| Totale                                                                          |                                                                                 | Presenze                                                                        | 2                                                                               |                                                                                 | Reti                                                                            | 2                                                                               |                                                                                 |

| Cronologia completa delle presenze e delle reti in nazionale ― Croazia under 19 | Cronologia completa delle presenze e delle reti in nazionale ― Croazia under 19 | Cronologia completa delle presenze e delle reti in nazionale ― Croazia under 19 | Cronologia completa delle presenze e delle reti in nazionale ― Croazia under 19 | Cronologia completa delle presenze e delle reti in nazionale ― Croazia under 19 | Cronologia completa delle presenze e delle reti in nazionale ― Croazia under 19 | Cronologia completa delle presenze e delle reti in nazionale ― Croazia under 19 | Cronologia completa delle presenze e delle reti in nazionale ― Croazia under 19 |
| Data                                                                            | Città                                                                           | In casa                                                                         | Risultato                                                                       | Ospiti                                                                          | Competizione                                                                    | Reti                                                                            | Note                                                                            |
| ------------------------------------------------------------------------------- | ------------------------------------------------------------------------------- | ------------------------------------------------------------------------------- | ------------------------------------------------------------------------------- | ------------------------------------------------------------------------------- | ------------------------------------------------------------------------------- | ------------------------------------------------------------------------------- | ------------------------------------------------------------------------------- |
| 13-2-2007                                                                       | Parenzo                                                                         | Croazia under 19                                                                | 0 – 0                                                                           | Ungheria under 19                                                               | Amichevole                                                                      | -                                                                               | 73’                                                                             |
| 15-2-2007                                                                       | Umago                                                                           | Croazia under 19                                                                | 2 – 1                                                                           | Ungheria under 19                                                               | Amichevole                                                                      | -                                                                               | 63’                                                                             |
| 2-5-2007                                                                        | Zagabria                                                                        | Croazia under 19                                                                | 1 – 1                                                                           | Svizzera under 19                                                               | Amichevole                                                                      | -                                                                               | 87’                                                                             |
| 1-6-2007                                                                        | Litochoro                                                                       | Grecia under 19                                                                 | 2 – 2                                                                           | Croazia under 19                                                                | Qual. Europeo Under-19 2007                                                     | -                                                                               | 62’ 71’                                                                         |
| 3-6-2007                                                                        | Katerini                                                                        | Svezia under 19                                                                 | 1 – 1                                                                           | Croazia under 19                                                                | Qual. Europeo Under-19 2007                                                     | -                                                                               | 51’                                                                             |
| 6-6-2007                                                                        | Katerini                                                                        | Croazia under 19                                                                | 3 – 1                                                                           | Italia under 19                                                                 | Qual. Europeo Under-19 2007                                                     | -                                                                               | 72’ 90+3’                                                                       |
| Totale                                                                          |                                                                                 | Presenze                                                                        | 6                                                                               |                                                                                 | Reti                                                                            | 0                                                                               |                                                                                 |

## Palmarès

### Club

#### Competizioni nazionali
- Coppa di Croazia: 2

Hajduk Spalato: 2009-2010, 2012-2013
- Coppa di Israele: 1

Hapoel Tel Aviv: 2011-2012
- Campionato bosniaco: 1

Sarajevo: 2019-2020
- Coppa di Bosnia: 1

Sarajevo: 2020-2021